# Werner Schildhauer
Werner Schildhauer (Dessau, 5 juni 1959) is een Duitse atleet, die gespecialiseerd was op de lange afstand. Hij nam eenmaal deel aan de Olympische Spelen, maar won hierbij geen medaille.

## Biografie
Zijn eerste succes behaalde hij in 1977 door zilver te winnen op de 3.000 m op het EK junioren. Schildhauer vertegenwoordigde in 1980 Oost-Duitsland op de Olympische Spelen van 1980 op de 10.000 m. Hier behaalde hij een zevende plaats. Op het EK 1982 won hij een zilveren medaille op de 5000 m en de 10.000 m. Op het WK 1983 behaalde hij een zilveren medaille op de 5.000 m en de 10.000 m.
Op 28 mei 1983 liep hij met 27.24,95 minuten een nieuw Oost-Duits record op de 10.000 m dat pas 14 jaar later verbroken werd door Dieter Baumann. Op 29 april 1983 verbrak hij in Cottbus het huidige Duitse record op de uurloop naar 20.536 m.
Werner Schildhauer was aangesloten bij atletiekvereniging SC Chemie Halle. Zijn grootste sportieve rivaal in Oost-Duitsland was Hansjörg Kunze.

## Titels
- Oost-Duits kampioen 5.000 (outdoor) - 1982, 1985
- Oost-Duits kampioen 5.000 (indoor) - 1987
- Oost-Duits kampioen 10.000 - 1981, 1982, 1983, 1985
- Oost-Duits kampioen veldlopen (lange afstand) - 1981, 1983, 1984
- Oost-Duits kampioen veldlopen (korte afstand) - 1978

## Persoonlijke records
| Onderdeel | Prestatie | Datum       | Plaats   |
| --------- | --------- | ----------- | -------- |
| 5.000 m   | 13.30,20  | 1983        | Helsinki |
| 10.000 m  | 27.24,95  | 28 mei 1983 | Jena     |

## Palmares

### 3000 m
- 1977:  EK junioren - 8.01,00

### 5.000 m
- 1982:  EK - 13.30,03
- 1983:  WK - 13.30,20

### 10.000 m
- 1980: 7e OS - 28.11,0
- 1981:  Europacup - 28.45,89
- 1982:  EK - 27.41,21
- 1983:  Europacup - 28.02,11
- 1983:  WK - 28.01,18
- 1985:  Europacup - 28.56,57